# Христо Панайотов
Христо Ангелов Панайотов е български политик от БКП.

## Биография
Роден е на 6 април 1930 г. в Русе. Като ученик участва в РМС, ЕМОС и ДСНМ. През 1953 година завършва Държавната политехника в София.
След това започва работа в Химико-фармацевтичния завод в София. Заместник-началник е на управление в Министерството на химията и металургията. От 1954 до 1971 година работи като първи заместник генерален директор на ДСО „Фармахим“. През това време става доктор на химическите науки и председател на Главното управление на микробиологичната промишленост.
В периода 1971 – 1974 е министър на тежката промишленост и министър на химическата промишленост и енергетиката. От 1977 г. е търговски представител на България в Канада. По-късно остава в Канада.